# 表通りは欅通り
『表通りは欅通り』（おもてどおりはけやきどおり）は、中村雅俊の楽曲で14枚目シングル。日本コロムビアから1981年2月10日に発売された。

## タイアップ
「表通りは欅通り」はNTV系ドラマ「俺はおまわり君」の主題歌。「気ままなダウンタウン」は同ドラマ挿入歌。

## 収録曲
両楽曲とも、作詞：東海林良　作曲：鈴木キサブロー　編曲：大村雅朗
1. 表通りは欅通り
2. 気ままなダウンタウン